# 卢甘斯克人民共和国国旗

卢甘斯克人民共和国国旗，现行版本的国旗是一面由浅蓝、深蓝和深红色组成的三色旗，卢甘斯克人民共和国是2014年4月在乌克兰危机之后建立的位于乌克兰东部顿巴斯地区的卢甘斯克州一个未被国际普遍承认国家。
之前卢甘斯克人民共和国国旗是带有俄文国名和国徽的国旗，2014年12月22日正式改用纯三色的旗帜。

## 含義
盧甘斯克人民共和國國旗顏色由《盧甘斯克人民共和國國旗法》確定。
| 顏色 | 淺藍        | 深藍     | 紅      |
| ---- | ----------- | -------- | ------- |
| RGB  | 100-200-255 | 0-57-166 | 240-0-0 |
| HTML | #64C8FF     | #0039A6  | #F00000 |

- 淺藍色象徵高能量，是聖母瑪利亞的顏色。
- 深藍色象徵著毅力和堅定。
- 紅色象徵為人民的自由而流的血。

## 历代旗帜
- 盧甘斯克州旗幟
- 卢甘斯克人民共和国国旗之一
- 卢甘斯克人民共和国国旗之一
- 卢甘斯克人民共和国国旗之一
- 卢甘斯克人民共和国国旗之一
- 卢甘斯克人民共和国国旗之一
- 卢甘斯克人民共和国国旗之一
- 卢甘斯克人民共和国军旗之一
- 卢甘斯克人民共和国国旗之一

## 另見
- 俄占乌克兰当局旗帜列表

1. ↑  .   [2021-07-23]. （原始内容存档于2021-12-18）.